# Maximum Rocknroll
Maximum Rocknroll è, in ordine cronologico, la prima raccolta pubblicata dalla punk rock band californiana NOFX, nel 1992.

## Tracce
1. Live Your Life - 2:21
2. My Friends - 2:17
3. Six Pack Girls - 0:35
4. Bang Gang - 1:31
5. Hit It - 1:53
6. Hold It Back - 1:15
7. ID - 2:00
8. Cops and Donuts - 2:08
9. Iron Man - 4:44 - (Black Sabbath)
10. Shitting Bricks - 1:55
11. Mom's Rules - 1:15
12. On My Mind - 1:34
13. White Bread - 1:48
14. Lager in the Dark - 0:35
15. Too Mixed Up - 2:26
16. Drain Bramaged - 0:41
17. Bob Turkee - 2:09
18. No Problems - 1:12
19. Memories - 0:55
20. Beast Within - 0:56
21. Instramental - 2:36
22. Ant Attack - 0:46

## Formazione
- Fat Mike - basso, voce
- Eric Melvin - chitarra
- El Hefe - chitarra
- Erik Sandin - batteria